# Slovenská Kajňa
Slovenská Kajňa és un poble i municipi d'Eslovàquia. Es troba a la regió de Prešov, al nord del país.

## Història
La primera referència escrita de la vila data del 1334.

## Demografia
| Godina             | 1994 | 2004   | 2014   | 2024    |
| ------------------ | ---- | ------ | ------ | ------- |
| Nombre de persones | 826  | 815    | 781    | 701     |
| Diferència         |      | −1,33% | −4,17% | −10,24% |

| Godina             | 2023 | 2024   |
| ------------------ | ---- | ------ |
| Nombre de persones | 717  | 701    |
| Diferència         |      | −2,23% |